# Авдат
Авдат (івр. עבדת, араб. عبدة, Abdah), також зустрічаються назви Абдах та Ободат — старе набатейське місто, розташоване в Ізраїлі. Сучасний стан - руїни. Було одним з найважливіших міст до Петри, між 1ст н. е. та 7ст н. е. Місто засноване 3 ст до н. е. і ним володіли набатейці, римляни, та візантіці. Авдат був сезоною стоянкою набатейських торговців, які рухалися по маршруту Петра–Газа шляхом пахощів у 3ст — пізніше 2ст до н. е. Оригінальна назва міста була змінена на Авдат на честь знаменитого короля Набатейців Одобаса І, який, згідно традиціям, був шанований як божество та похований тут.

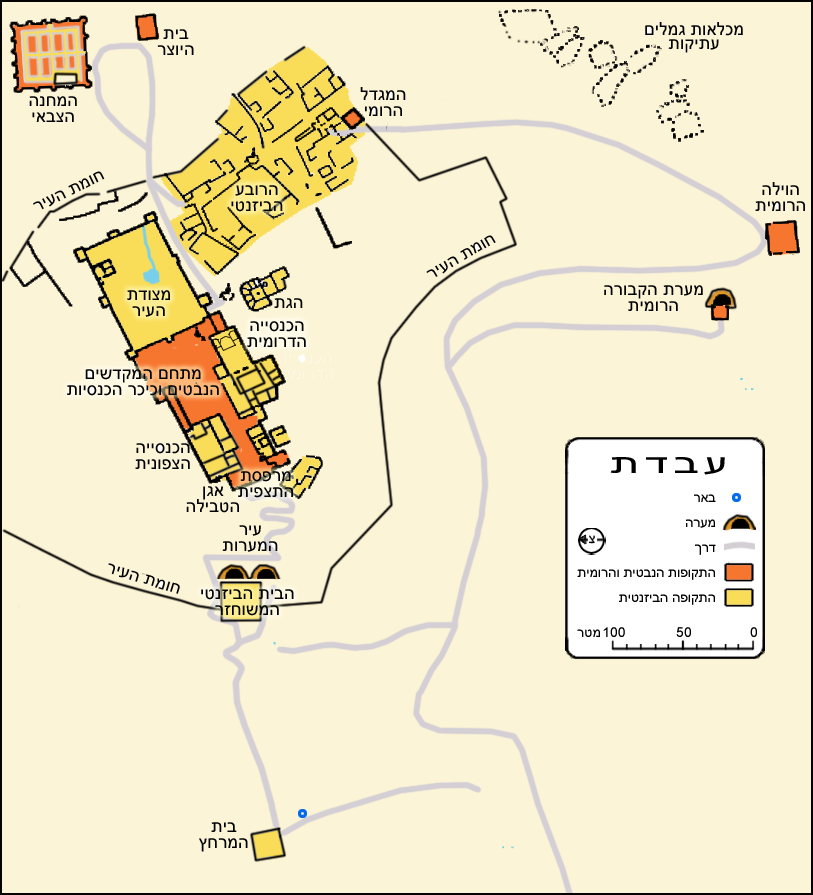
План Обряди/Авдата

Авдат був також місцем зйомки фільму Ісус Христос-Суперзірка.

## Історія
Історія побудови Авдата сягає III століття до н. е. Першу згадку про Авдат можна знайти в роботі «Географія» грецького вченого Птолемея в списку семи поселень римської провинції Аравія. Стефан Візантійський, посилаючись на праці Геродіана, пише про Авдат як місце набатеїв, назване в честь їх царя, якого вважали божеством. В історії набатеїв було три царі з іменем Авдат і не має ніяких свідчень про те, в честь якого конкретно з них назване місто. В I столітті  н. е. поселення сильно постраждало від набігів кочових арабських племен. Після смерті останнього набатейського царя Раббеля II місто, як і саме царство, захопили римляни.
Авдат можна знайти на Пейтингеровій таблиці, копії з давньої римської карти. На візантійський період приходиться розквіт Авдата, як важливого із воєнної та економічної точки зору міста імперії. Але в 630 році землетрус практично повністю знищив місто та населення покинула його.

## Пам'ятники

### Фортеця
Фортеця Ободи являла незабудовану площу, оточену мурами, які з кожного боку були оточеними чотирма вежами. Можливо, було місце, в якому мешканці ховалися у ті часи, коли відбувалися напади. Вже після набігів персів місто обзавелось новими спорудами.

### Церкви
У Візантійський період на місці акрополя було побудовано дві церкви і монастир. Ймовірно, він був створений на місці попередніх язичницьких храмів. За словами Авіонна, який вів археологічні розкопки на півночі церкви, дві церкви під час вторгнення персів були спалені. Меблі було зруйновано, але частково і розграбовано і частково зруйновано в результаті пожежі.

### Церква св. Теодора (північ)
Церква св. Теодора була добудована біля стін фортеці як базиліка розмірами 21×12,6 м, з двома бічними каплицями, в яких зберігалися різноманітні реліквії. Розташований на захід від базиліки, атріум мав форму, аналогічну квадрату (15 × 14 м) і був закритий з трьох сторін кімнатами, мабуть, монастирськими. Можливо, будівлі навколо атріума були також з вищими поверхами. Церква була оточена монастирськими будівлями.
На руїнах Старого монастиря виявили могили, датовані роками 541—618 (або 542—618).
Одна з епітафій згадує «Батько (по-грецьки «ABBAC») Kapito, священик, (син) Erasinosa, який помер 22 вересня 617 р. н.е.»
Інша епітафія говорить про «Божу діву» (по-грецьки: "Parthena Theou"), що може вказувати на «освячену діву» або черницю.

### Північна церква
Церква, розташована в північній частині Акрополя, стоїть самостійно . Найімовірніше, вона збудована в 5 столітті на місці набатейського язичницького храму, звідки залишився жертовник і вхідні ворота. Церква мала дві північних баптистерії: маленький, неправильної форми, служив для хрещення дитини, а також великий, вирізаний на хрестоподібної план подібно для дорослих.

### Римський військовий табір
Від 3-го століття нашої ери військовий табір був римським гарнізонним табором, і, таким чином, відрізнявся від облогових будівель, наприклад, від відомих з Masada. Табір та 8 довгих стін табору були оточені подвійними стінами, які були підкріплені квадратними баштами. Казарми були розташовані кожні 6 метрів, а тротуари були побудовані вздовж проходів між ними. Табір розпочинався з Набатейської дороги, яка була побудована до першого століття нашої ери, ширина якої досягала 5 метрів.
Це була 12-кілометрова ділянка торгового шляху, що прямує з Петри до [[Газа (Палестина)] |Гази]]. Дорога не була прокладена, але вона була очищена від каменів .

### Керамічна майстерня
В місті було знайдено будівлю, що служила керамічною майстернею. Це єдина відома набатейська будівля такого типу. Майстерня була обладнана трьома печами для обпікання кераміки. Поряд з ними була споруда, обладнана колесом Поттера, на круглому п'єдесталі та три лави, розкинуті по стінах.
Лавки використовували для сушіння приготованих страв.

### Візантійська лазня
Візантійська лазня, що збереглася в районі, розташована поряд з касою. Будівля покрита дахом, а наступні елементи оформлені відповідно до типового римського дизайну: спочатку басейн з холодною водою, до якого іде окремий вхід, потім роздягальня та кімнати для холодних і гарячих ванн. Будівля є однією з найкращих збережених бань в Ізраїлі від візантійського періоду

### Візантійський дім
Типовий, покрівельний житловий будинок Набатея був реконструйований у Обрі. Будівля з'єднана з тилом через коридор з багатокамерною печерою, в якій у склепіннях є видимі виступи для підвішування рослин. Грот також показав інші прилади: лавку, на якій були встановлені кубки, і рок-накопичувальні резервуари для зберігання зерна. Будинок був обладнаний туалетом. В околицях розташовані дві інші печери, на стінах яких видні написи, що вказують на те, що ці приміщення використовувалися під час перського вторгнення як притулок. У одній з печер ви можете побачити чотири кам'яні різьблені столиці .

### Похоронні печери
Набатайці ховали своїх померлих в окремих печерах, висічених в глибину скелі. Найбільший грот в Ододі був зроблений на площі та розміщував 22 поховання. У минулому було припущено, що грот мвг бути могилою короля Одобаса, але будинок має вік 3 століття н. е.

### Винний прес
В області було виявлено три екструзійні преси. Найкраще збережене, побудоване за площею плану, було закріплено з трьох сторін невеликими журналами. На четвертій сторінці було підготовлено круглий отвір, до якого потрапляв трубчастий канал з висипним сіком

## Галерея

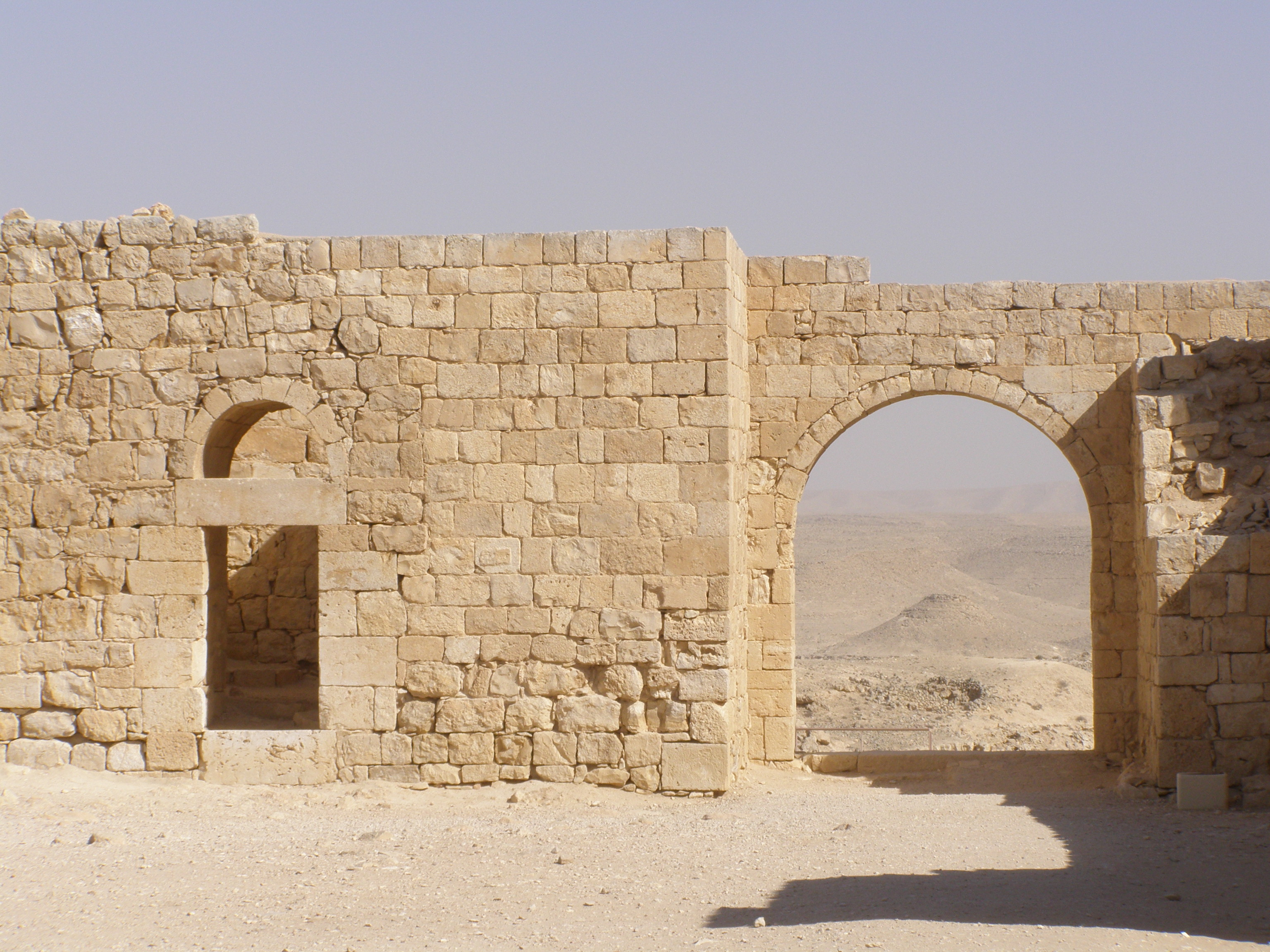
Стіни Ободи
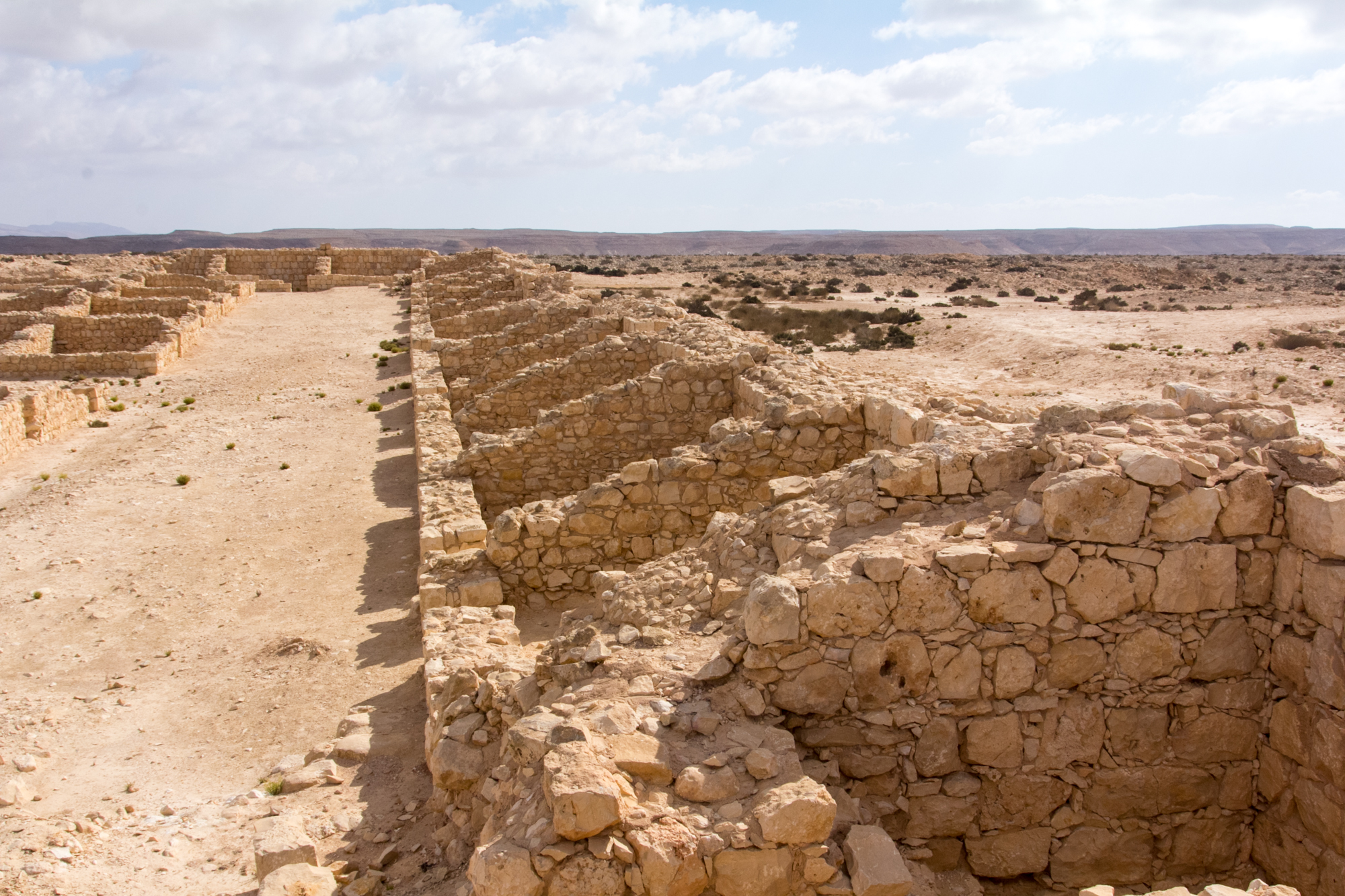
Римський військовий табір
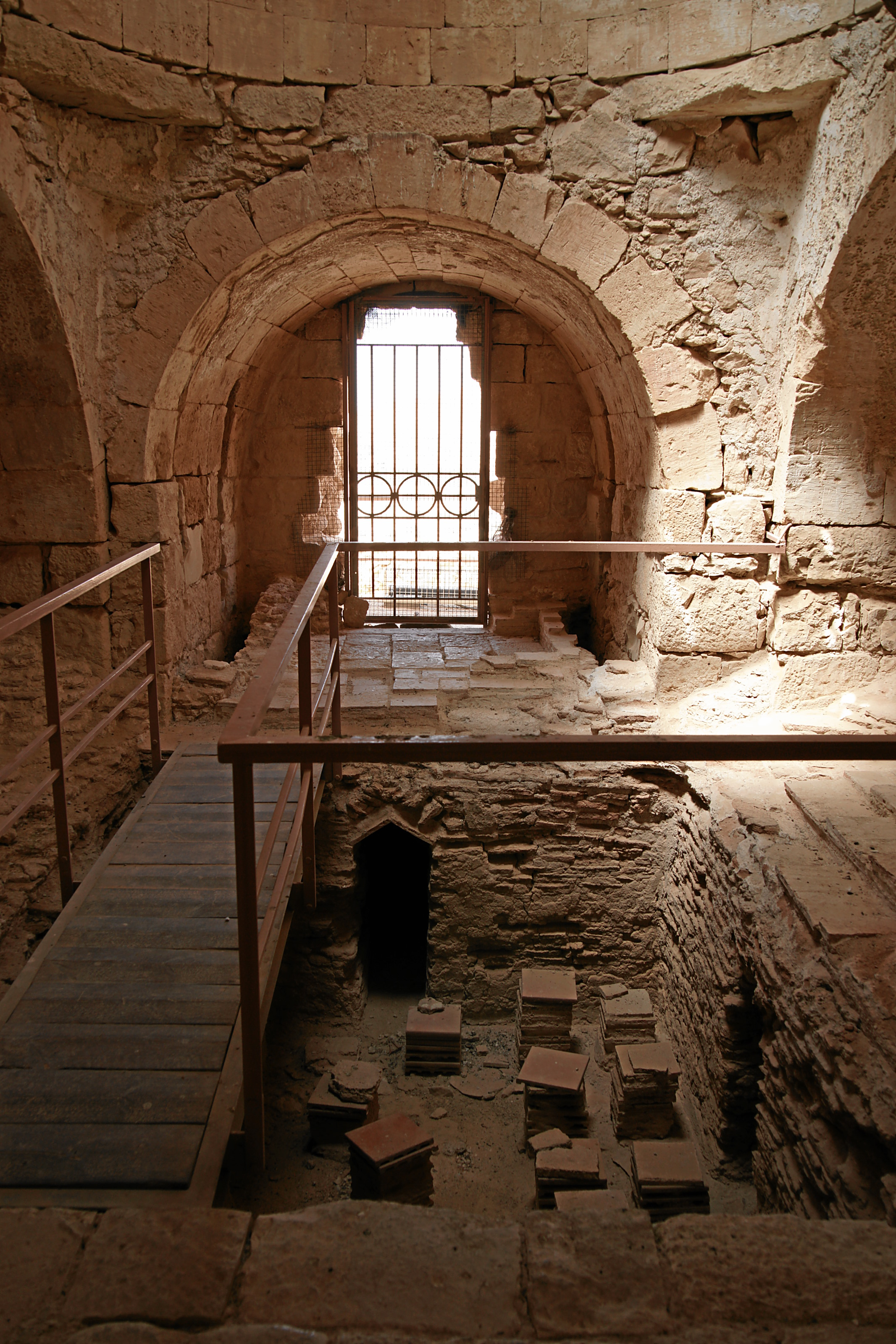
Лазні
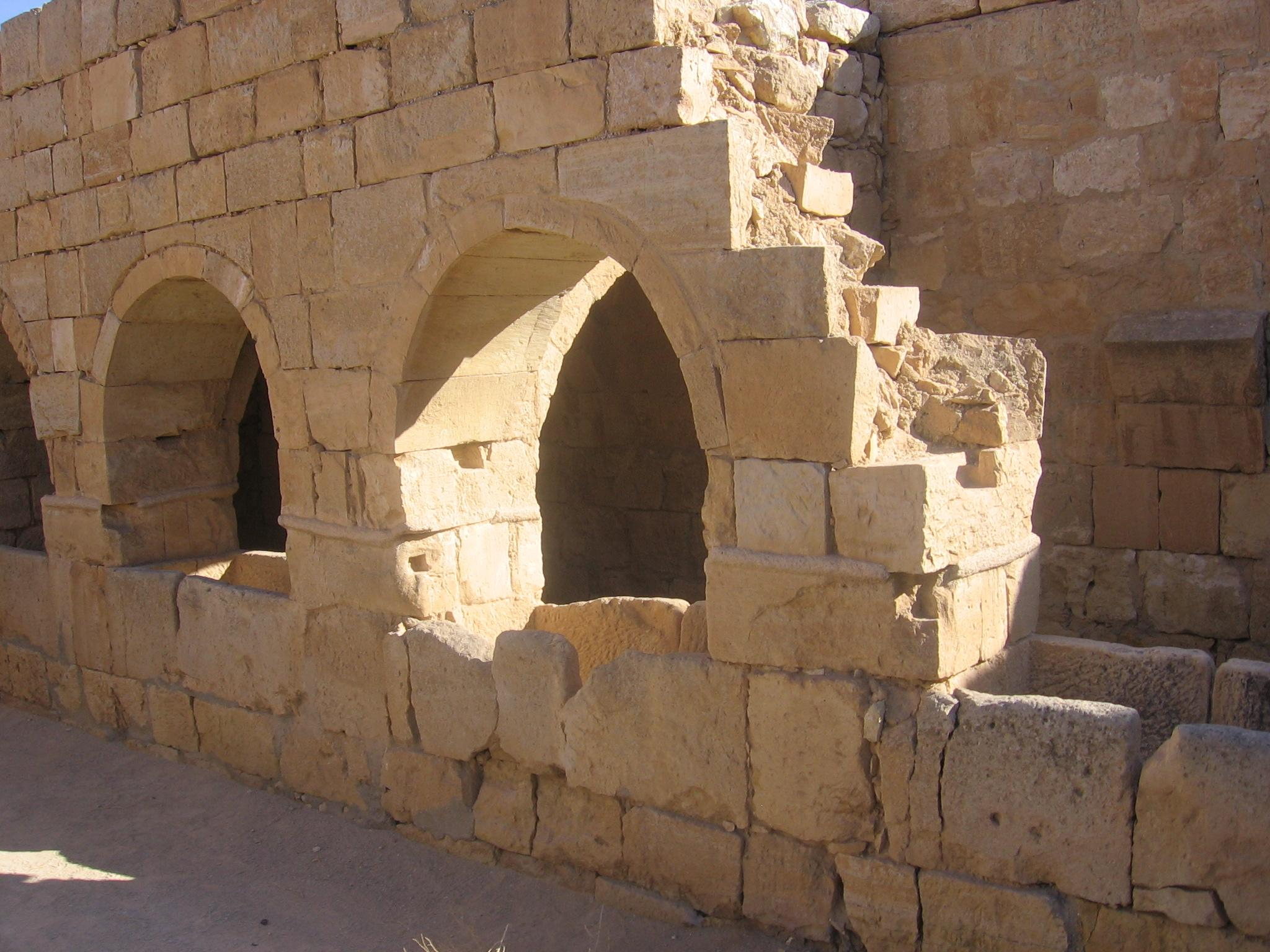
Будівлі
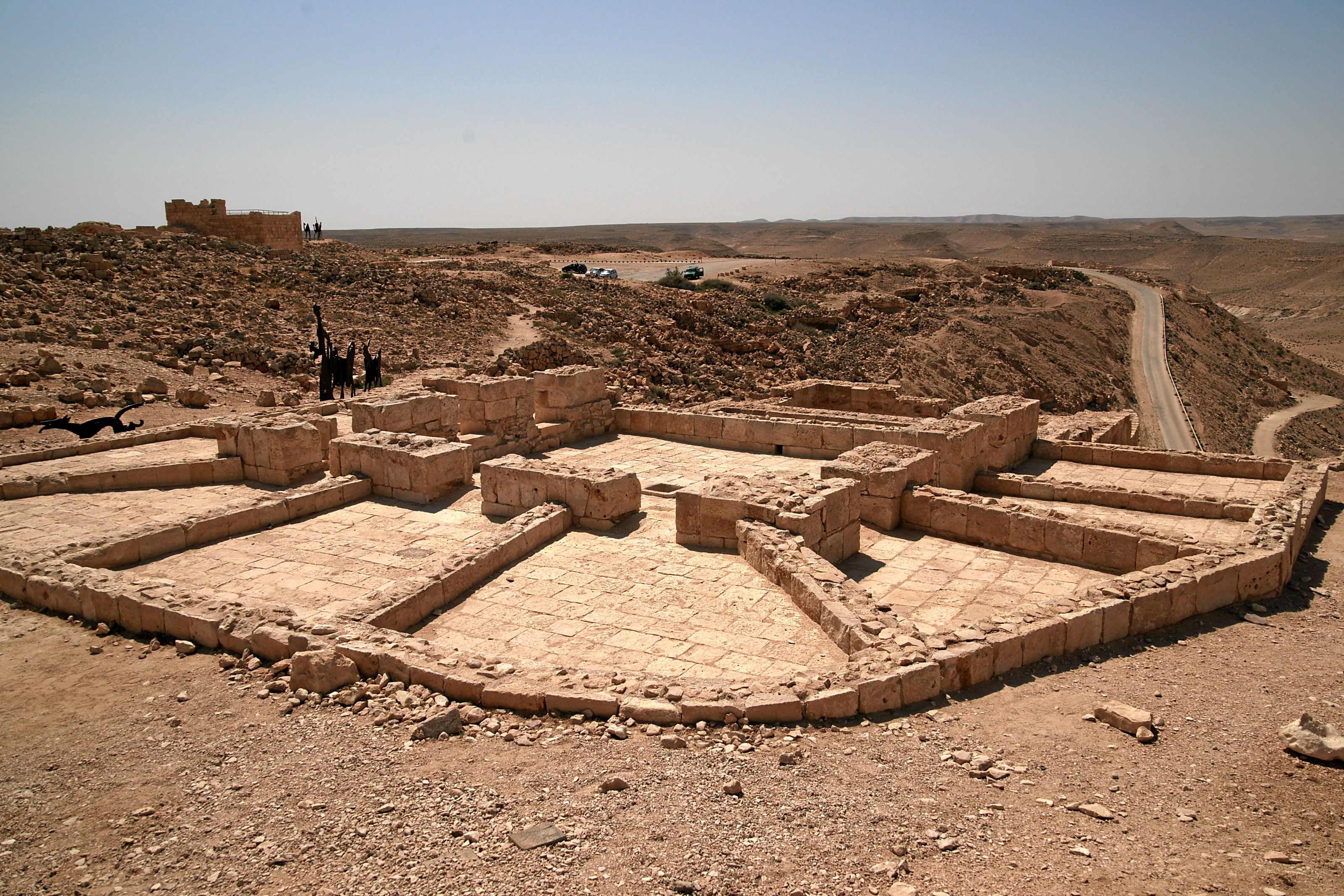
Одна з виночавилень
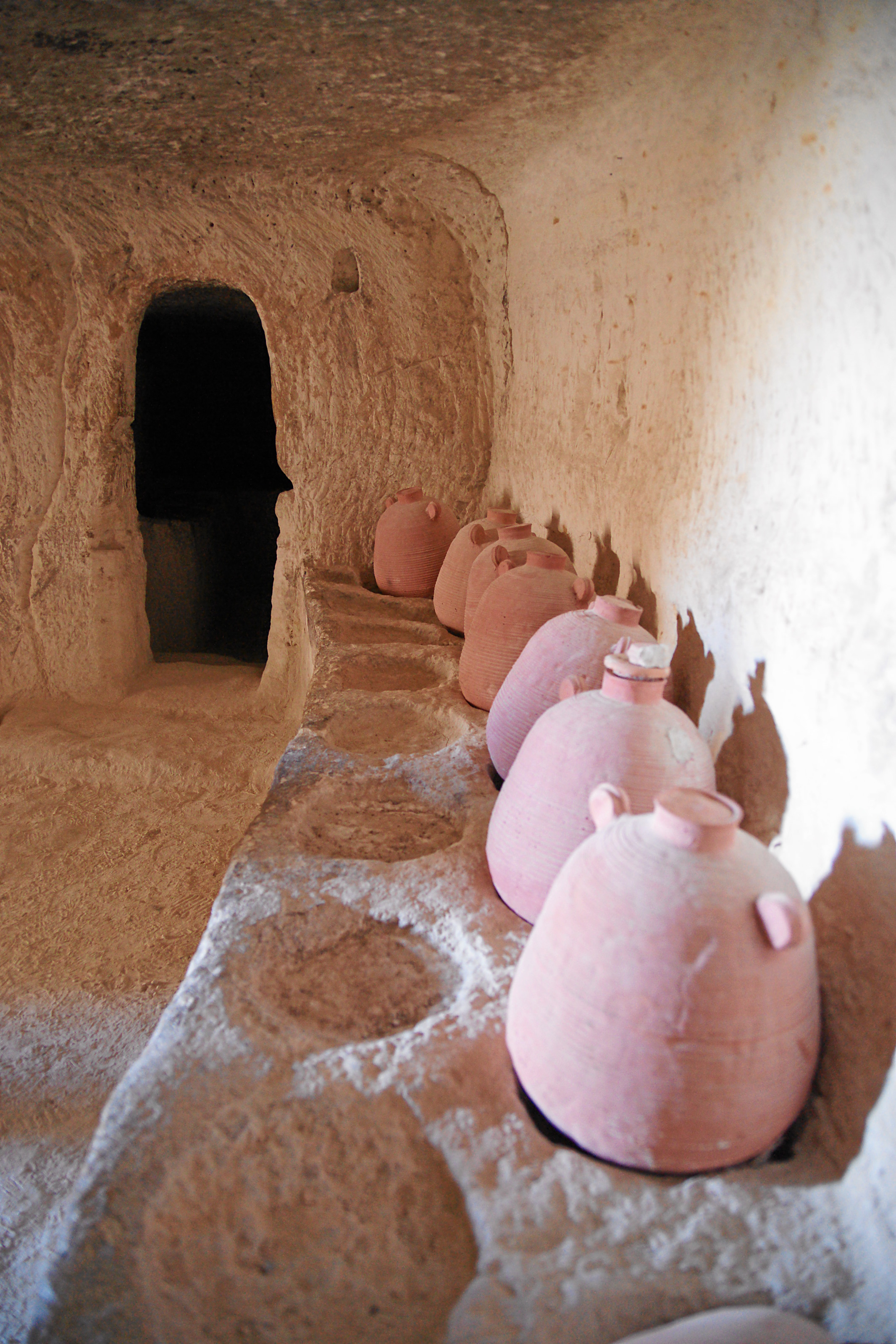
Винний магазин

## Археологічні розкопки
Першим європейським дослідником Авдату був німецький мандрівник Ульріх Зетцен, який відвідав руїни міста в 1807 році, але тільки через 60 років, в 1870 р., стало зрозуміло, що це саме той Авдат. В 1902 році чеський дослідник Алоїз Мусиль знаходить залишки військового табору близько Авдату і розкопує міські бані. Перші офіційні розкопки почалися 1958 році вченими Єрусалимського університету  Управління Національними парками. В розкопках взяли участь відомі археологи ізраїлю Міхаель Аві-Йона та Авраам Негев.